# Coupleur (mécanique)
Pour les articles homonymes, voir coupleur.

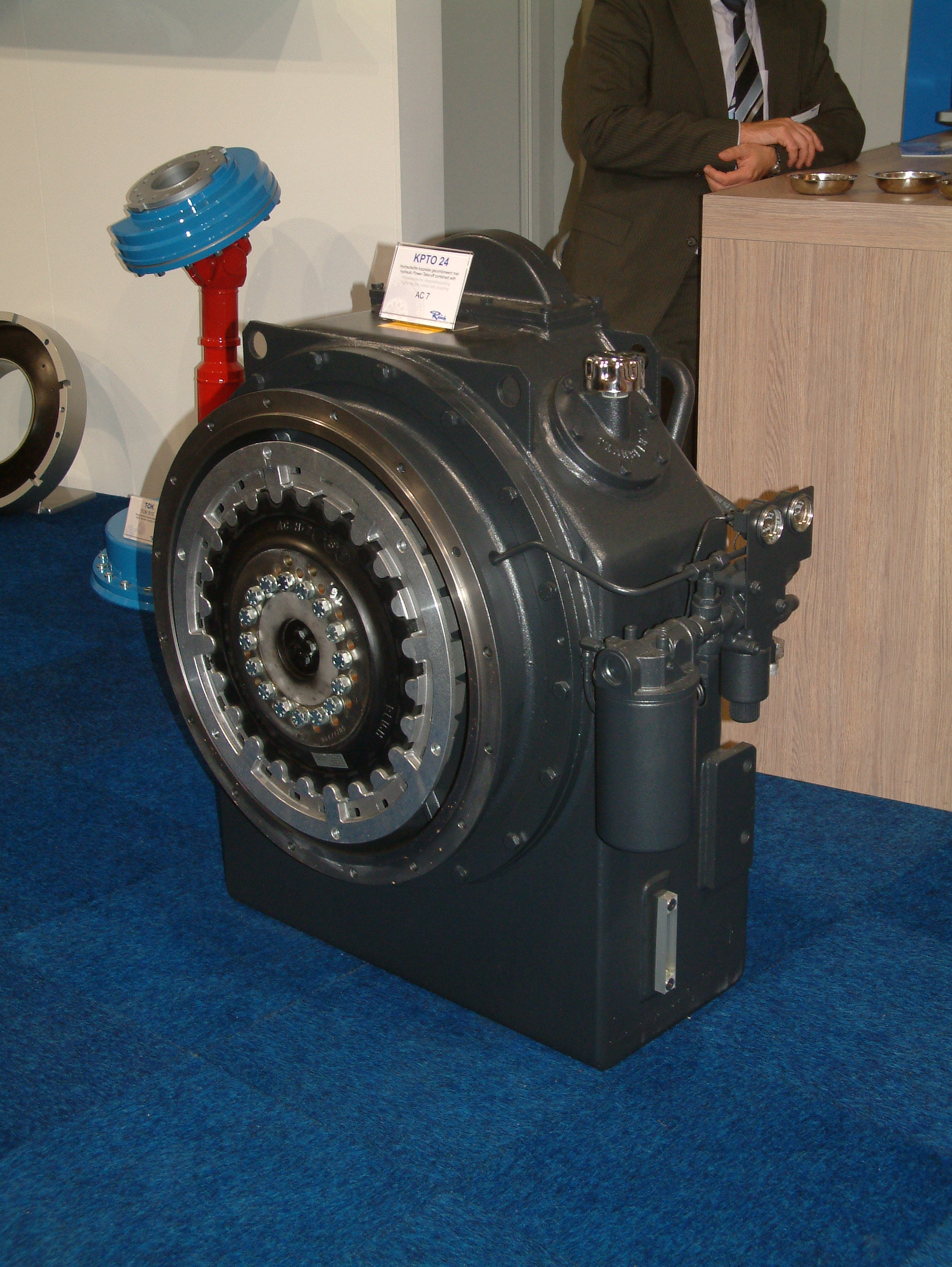
Un coupleur hydraulique fabriqué par Transfluid's industrial transmission (modèle KPTO).

Un coupleur est un organe de transmission d’un mouvement de rotation, permettant un glissement entre deux arbres, tout en étant capable de transmettre un couple moteur. Cet organe, plus souple et plus durable qu’un embrayage, peut servir de limiteur de couple.
Principales techniques :
- le coupleur hydraulique, généralement composé de deux rotors, respectivement sur l’arbre moteur et l’arbre conduit, à aubes pratiquement planes et radiales tournant dans un tore partiellement rempli d’huile ;
- le coupleur électromagnétique à poudre, comprenant deux rotors, respectivement sur l’arbre moteur et l’arbre conduit, dont l’un comporte une bobine inductrice ; de la poudre magnétique disposée entre les deux rotors se comporte comme un fluide de viscosité variable en fonction du champ magnétique produit par la bobine. Le couple transmis se règle ainsi par variation de l’intensité du courant d’excitation.